# 라미부딘/네비라핀/지도부딘
라미부딘/네비라핀/지도부딘(3TC/NVP/AZT)은 HIV/AIDS(후천성면역결핍증)를 치료하는데 사용되는 고정용량의 항레트로바이러스 복합제이다. 이 약물은 라미부딘, 네비라핀과 지도부딘을 함유하고 있다. 단독으로 이 약물만을 사용하거나 다른 항레트로바이러스제와 같이 사용하기도 한다. 임산부에게 권장되는 약물치료이며, 1일 2회 경구로 복용한다.

## 부작용 및 주의사항
이 약물의 사용은 내약성이 좋은 편이다. 부작용은 각각의 약물에서 나타나는 것과 같다. 이러한 부작용으로는 발진, 췌장염, 과립구 감소증과 근육통이 있다. 간기능에 이상을 가지거나 간과 관련된 질환을 앓고 있는 환자들에게는 권장되지 않는 약물이다. 임산부와 수유부의 사용에서는 안전한 것으로 보인다. 위의 복합제는 일반적으로 소아에게 사용하기 적합하지 않다.

이 약물은 세계보건기구의 필수 약물 리스트(World Health Organization's List of Essential Medicine)에 기재되어 있다. 2018년을 기점으로 위 약물은 미국에서 사용 또는 구매할 수 없다.

## 참고사항
- 라미부딘/지도부딘
- 아바카비르/라미부딘/지도부딘

## 같이 보기
- 라미부딘/지도부딘
- 아바카비르/라미부딘/지도부딘